# Ксефлудас, Стелиос
 Стелиос Ксефлудас (греч.  Στέλιος Ξεφλούδας  1902 Амфисса — 1984 Фессалоники) — греческий прозаик 20-го века.

## Биография
Стелиос (Стилиано́с) Ксефлудас родился в городе Амфисса (по другим данным в близлежащем селе Кастеллиа) в 1902 году (по другим данным в 1901 году).
Ксефлудас начал своё филологическое образование в Афинском университете и в период 1928-1930 завершил своё образование в Париже. 
В 1930 году переехал в столицу Македонии, город Фессалоники, для работы в качестве преподавателя. В том же году издал свою первую книгу, Тетради Павлоса Фотиноса, которая была принята критикой как представительный и первый образец техники известной под именем «внутренний монолог». 
Несвязный если несуществующий сюжет, непрерывная и бесконтрольная запись мыслей и воспоминаний с их собственным течением, отдаление от техники «буржуазного романа» который культивировало афинское «поколение 30-х» - характеристики которые выделяют новейшее письмо, которое находит своё отражение в книге Ксефлудаса, с тематическим материалом из парижского периода его жизни.

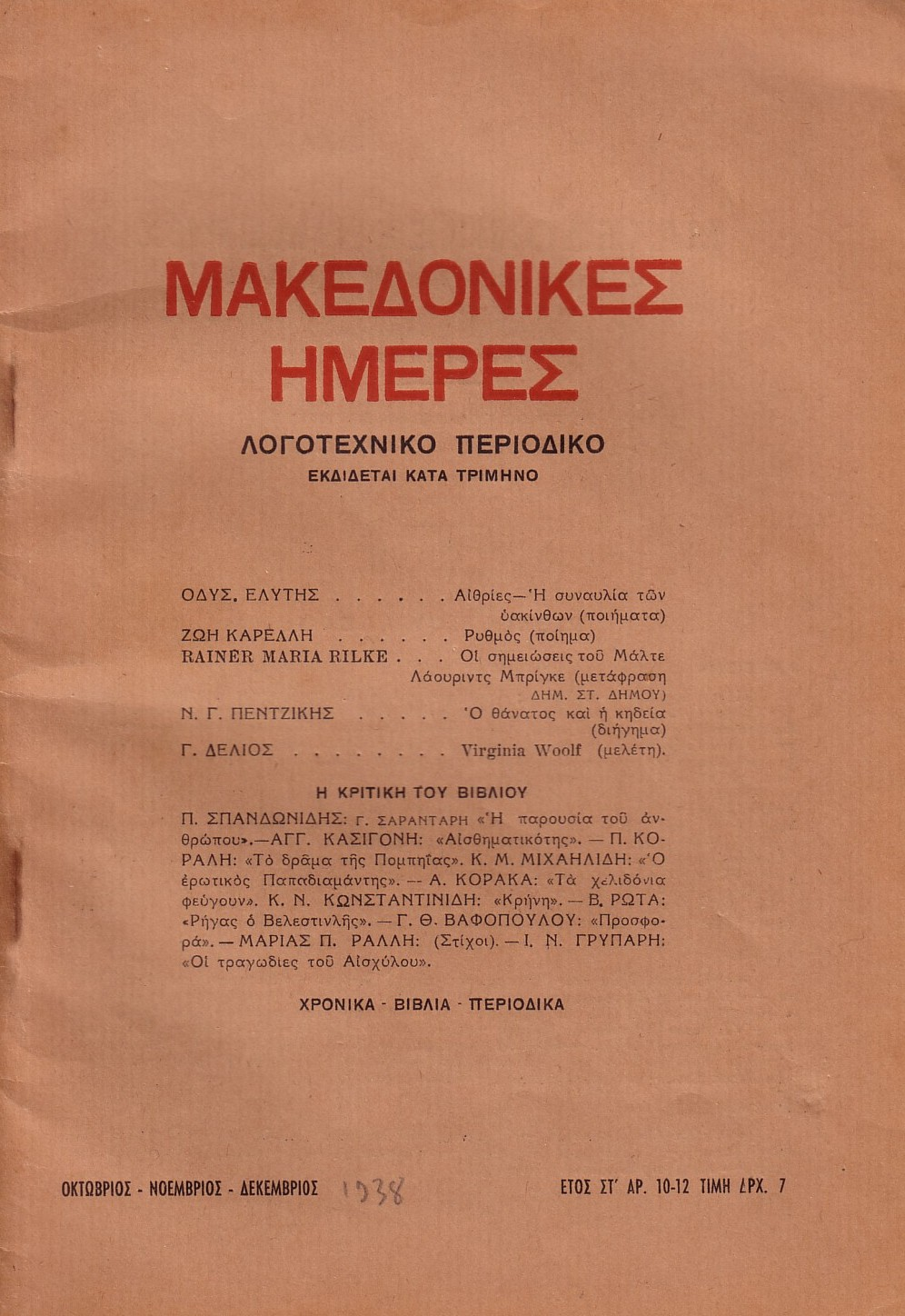
Обложка журнала “Македонские дни”

Ксефлудас натурализовался в качестве прозаика, из тех что культивировали повествовательную технику «внутреннего монолога».
Двумя годами позже, в 1932 году, в Салониках был издан журнал "Македонские дни" (Μακεδονικές Ημέρες), на страницах которого стали публиковаться ещё более представительные, но и замечательные, образцы письма этой техники. Ксефлудас стал одним из основных сотрудников журнала. В том же году (1932) он издал свою вторую книгу под заголовком Внутренняя симфония, где повествование переплетает сознание и подсознание, в то время как поток поэтического языка и проявленная чувствительность делают эту книгу одним из наилучших достижений писателя. 
С апреля 1936 по 1940 год Ксефлудас возглавил литературный журнал Olimpo, издание которого спонсировалось итальянским государством. 
Первоначально журнал представлял произведения итальянской поэзии и литературы, в последующих номерах журнала публиковались итальянские стихи, которые Ксефлудас сам переводил на греческий.
В подобной атмосфере воспоминаний были написаны две последующие книги Ксефлудаса – Ева (Εύα 1934) и Круг (Κύκλος 1940). 
В период победоносной для греческого оружия греко-итальянской войны (1940-1941) писатель воевал на фронте, в качестве офицера. Пережитое на войне оставило глубокие следы и стало тематическим материалом для его послевоенных книг Люди мифа (1944) и, частично, для книги “Одиссей без Итаки” (Οδυσσέας χωρίς Ιθάκη 1957), которая получила Вторую государственную премию за роман в 1958 году. 
Последовали «романы» (термин помещается в кавычки в силу технических предпочтений писателя) “Ты, господин Х, и маленький принц” (Εσύ ο κύριος Χ κι ένας μικρός πρίγκιπας 1960, Первая государственная премия), “Дни в темноте” (Μέρες μέσα στο σκοτάδι 1982). 
С течением времени, Ксефлудас поменял тематику, стал черпать её из современного опыта и событий, которые писатель, в некоторой степени, пытался совместить с принятой им повествовательной техникой. 
Хотя более поздние его книги может быть представлют больший интерес для среднего читателя, , его довоенные работы, с их меланхолией и замкнутым характером, оказывают особое очарование.
Стелиос Ксефлудас написал также эссе Нирванас, Христоманос и другие (1953), Новогреческий роман (на французском языке, 1953), Современный роман (1955). 
Писатель умер от сердечного приступа 27 ноября 1984 года.

## Избранные работы
- Тетради Павлоса Фотиноса (Τα τετράδια του Παύλου Φωτεινού 1930)
- Внутренняя симфония (Εσωτερική συμφωνία 1932)
- Ева (Εύα 1934)
- Круг (Κύκλος 1940)
- Люди мифа (Άνθρωποι του μύθου 1944)
- Одиссей без Итаки ( Οδυσσέας χωρίς Ιθάκη 1957)
- “Ты, господин Х, и маленький принц” (Εσύ ο κύριος Χ κι ένας μικρός πρίγκιπας 1960, Первая государственная премия романа)
- Нирванас, Христоманос и другие (Νιρβάνας, Χρηστομάνος και άλλοι 1953)
- Сегодняшний роман (Το σύγχρονο μυθιστόρημα 1955)
- Путешествия (Ταξιδιωτικά 1956)

## Дополнительная информация
Литературное общество Кастеллиа ежегодно организует конкурс рассказа имени Стелиоса Ксефлудаса.